# Alansmia concinna
Alansmia concinna là một loài dương xỉ trong họ Polypodiaceae. Loài này được A.R. Sm. Moguel & M. Kessler mô tả khoa học đầu tiên năm 2011.